# Anillinus fortis
Anillinus fortis är en skalbaggsart som beskrevs av Horn. Anillinus fortis ingår i släktet Anillinus och familjen jordlöpare. Inga underarter finns listade i Catalogue of Life.